# Peter Kyne
Peter Bernard Kyne, född 12 oktober 1880, död 25 november 1957, var en amerikansk författare.
Kyne har skrivit ett antal romaner av underhållningstyp, de flesta med skildringar från affärslivet i Kalifornien, som Cappy Ricks (1916), Webster - man's man (1917, svensk översättning 1923 En karlakarl) och Jim the conqueror (1929, svensk översättning Jim erövraren 1930).